# Floresta nacional de Sobral
El Bosque Nacional de Sobral (Floresta Nacional de Sobral) es un bosque nacional de Brasil con una superficie de 598,00 hectáreas que se encuentra enteramente dentro del municipio de Sobral. Es administrado por el Instituto Chico Mendes para la Conservación de la Biodiversidad (ICMBio).
El área que actualmente comprende el Bosque Nacional se ha convertido en Sobral Vivero en 1947 y fue transformado en un área protegida nacional en 2001 .